# Подвесной потолок

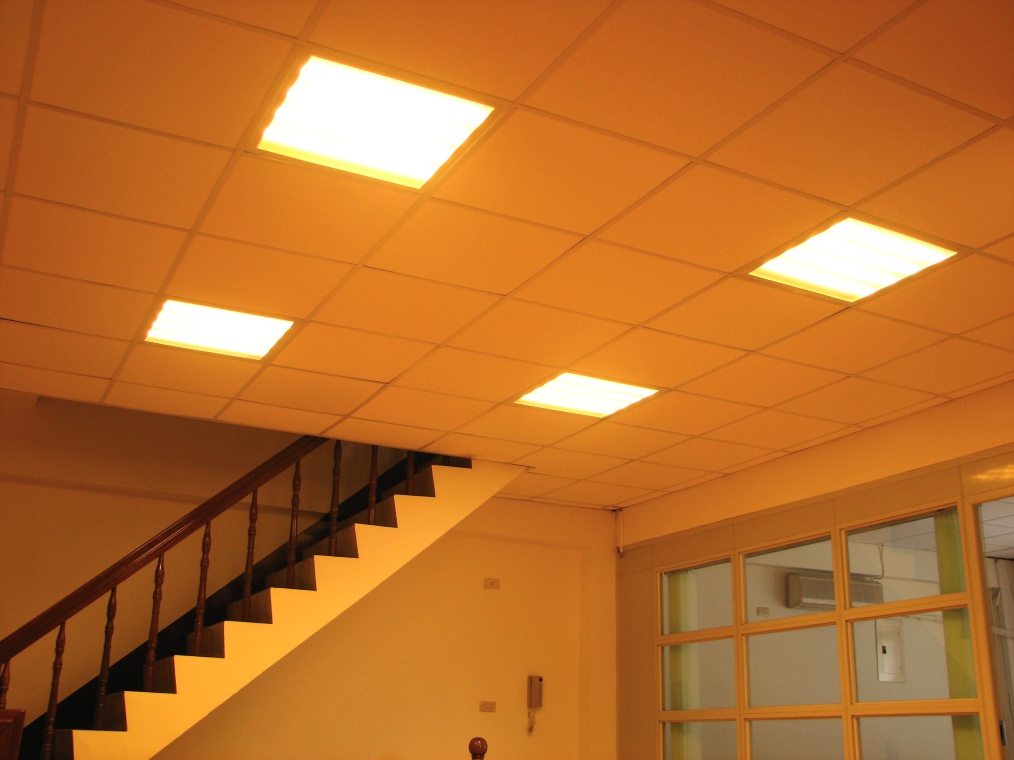
Модульный подвесной потолок вкладываемой системы (эпоним Армстронг) со встроенными светильниками

Подвесной потолок — конструкция, которая ограничивает помещение сверху и крепится к перекрытию или покрытию на подвесках. Подвесные потолки относятся к отделочным покрытиям. Материалы для подвесных потолков относятся к конструкционно-отделочным, которые выполняют одновременно функцию ограждения и отделки.
Подвесные потолки применяются для:
- освещения — пропускают через покрытие дневной свет или имеют вмонтированные источники света;
- звукопоглощения;
- звукоизоляции;
- вентиляции;
- декоративных целей — скрывают вентиляционные каналы, трубы, кабели, выступающие элементы несущих конструкций;
- огнезащиты.[1]

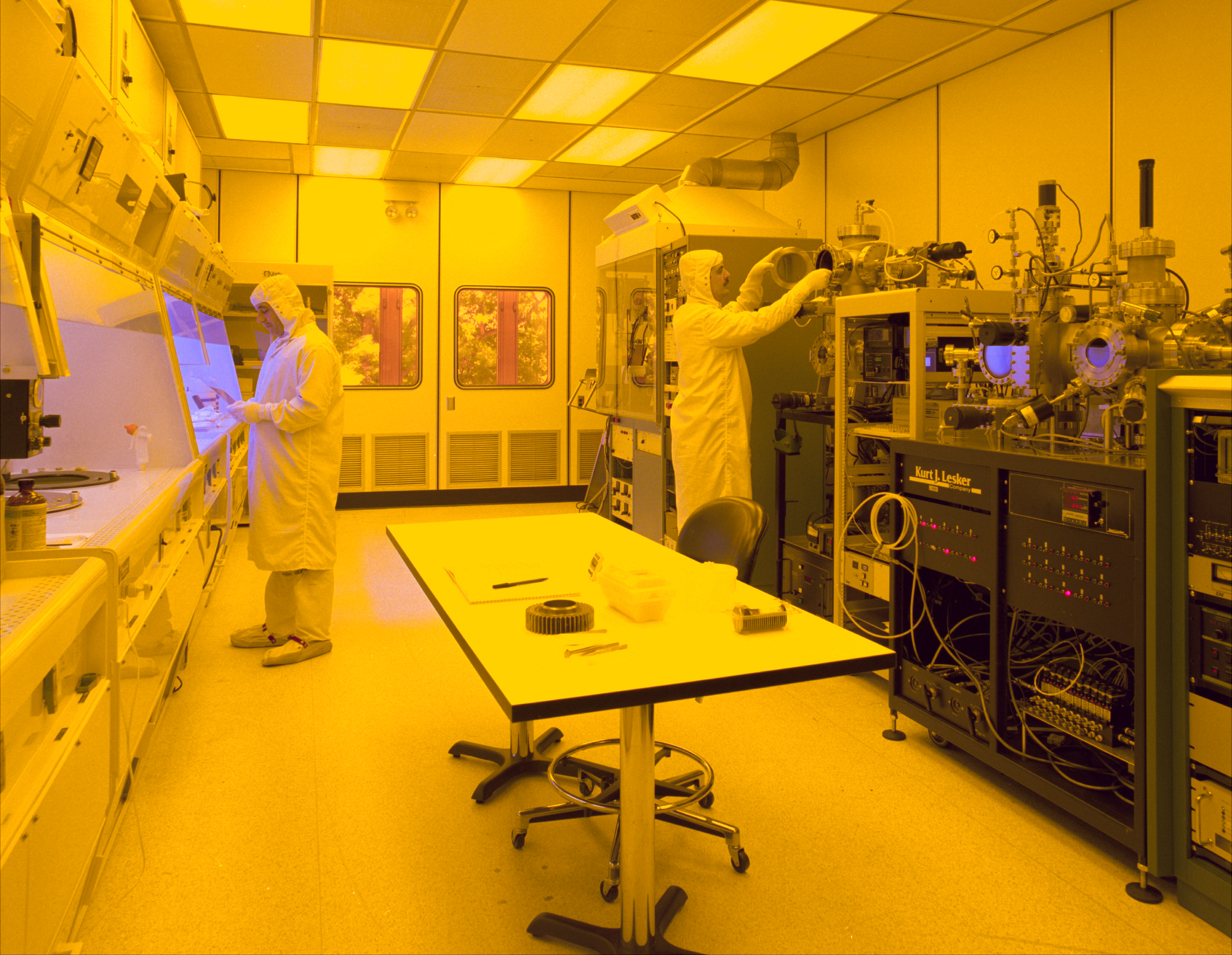
Чистое помещение с подвесным потолком

С помощью подвесных потолков можно организовать технический этаж, в котором размещаются промышленные коммуникации, вентиляция и светильники. Это позволяет избежать скопления пыли на конструкциях и трубопроводах. Такие решения применяются, в том числе, в чистых помещениях.

## Конструкция
Подвесные потолки крепятся на жёсткий деревянный или металлический каркас, который в свою очередь прикрепляется к существующему потолку, обычно с применением подвесов. Если подвесы не используются, а каркас крепится напрямую к существующему потолку, то потолок иногда называют подшивным.
По конструкции каркаса и материалу покрытия выделяются следующие типы потолков:
- Модульные (конструкция, составленная из отдельных модулей, имеющих одинаковую форму):
  - Вкладываемый. Каркас в этом случае составлен из металлических Т-образных профилей, образующих прямоугольники, на которые сверху укладываются модули потолка (плиты, кассеты). Наиболее популярны модули размером ячеек каркаса 60×60 (размер кассет 59,5×59,5) и 60×120 см. Преимуществом данного вида потолка является возможность повторить контуры помещения: углубления, выпуклые детали, ниши. Недостатком подвесного потолка кассетного типа являются большой вес и уменьшение при его установке высоты помещения на 8—20 см. В зависимости от типа кассет, такие потолки подразделяют на скрытые (нижняя, лицевая плоскость кассет совпадает с плоскостью профилей каркаса, или даже ниже) и открытые (нижняя плоскость кассет ровная, лежит на профиле и выше на 2—3 мм нижней плоскости каркаса). Различают несколько видов кассет: из минераловолокнистых плит толщиной 8—15 мм облицованных с одной стороны бумагой (рифлёная, или с перфорацией); из тонких алюминиевых листов (перфорированные, или гладкие окрашенные, или с зеркальным напылением); из поликарбоната (цветные, с текстурной поверхностью).

- - Клеммовый

Реечный потолок на станции метро «Уручье» Минского метрополитена

  - Реечный. Модули этого потолка представляют собой длинные и сравнительно узкие панели (рейки) из металла или пластика, которые стыкуются между собой загнутыми краями. Наиболее популярны панели длиной 3—4 метра, типичная ширина рейки — 10 см. Преимуществом данного типа потолка является легкость монтажа на криволинейных поверхностях. После монтажа такого потолка высота помещения уменьшается на 4—20 см. Реечные потолки обычно не используются в жилых комнатах, так как там они выглядят не очень уютно. Водо- и огнеупорны, морозоустойчивы, используются в небольших влажных помещениях (в ванных комнатах), а также в неотапливаемых помещениях. Для внесения разнообразия во внешний вид подвесного потолка используются специально профилированные рейки — так называемая «раскладки» — вставляемые между основными панелями, а также светильники.
  - Навешиваемый (ячеистый, грильято от итал. grigliato — «решётка»). Его отличают специальные полости (ячейки), закрытые с тыльной стороны фоновой подложкой. Форма проемов допускает разнообразие: может быть не только квадратной, а также овальной, круглой и т. д. Модули этого потолка (обычно U-образные) собираются в металлическую решётку. Размер модулей обычно в пределах от 5×5 до 20×20 см. В основном их применяют в офисах, торговых центрах, магазинах, кафе, ресторанах, барах, залах ожидания, аэропортах и вокзалах.
  - Пластинчатый
- Из листовых материалов (гипсокартонных, стекломагниевых и им подобных материалов). Такой потолок позволяет исправить неприглядный внешний вид базового потолка, спрятать проводку и инженерные коммуникации, вмонтировать элементы освещения, а также создать любые формы потолочного пространства. Особенностью таких конструкций является необходимость обустройства специальных люков для обеспечения доступа к коммуникациям, расположенным на базовом потолке из-за неразборности самого потолка. Потери в высоте помещения после монтажа гипсокартонного потолка несущественны — около 7—8 см[источник не указан 3905 дней]. Невлагостойкий гипсокартон боится воды, поэтому потолки с использованием этого материала нельзя устанавливать в ванных комнатах.